# Třída V (1943)
Třída V byla třída diesel-elektrických ponorek postavených pro britské královské námořnictvo v období druhé světové války. Celkem bylo postaveno 21 ponorek této třídy. Jednalo se o třetí a poslední skupinu ponorek třídy U s prodlouženým trupem. Zahraničními uživateli třídy bylo Norsko, Řecko, Francie a Dánsko.

## Stavba
Ponorky byly objednány v rámci válečného programu pro roky 1941–1942 jako modifikace třídy U s prodlouženým trupem. Díky jeho zesílení se rovněž zvětšila hloubka ponoru. Britská loděnice Vickers-Armstrongs postavila ve svých loděnicích v Barrow-in-Furness a ve Walker-on-Tyne celkem 21 ponorek této třídy. Jejich kýly byly založeny v letech 1942–1943. Plavidla dostala jména Upshot, Urtica, Vagabond, Varience, Venturer, Vigorous, Viking, Vampire, Varne, Veldt, Vineyard, Virtue, Visigoth, Vivid, Voracious, Votary, Vox, Virulent, Volatile, Vortex a Vulpine.
Stavba dalších 20 ponorek byla zrušena. Jednalo se o ponorky Ulex (P93), Upas (P92), Utopia (P94), Veto (P88), Virile (P89), Visitant (P91), které měly být postaveny v Barrow-in-Furness. Dále o ponorky Unbridled (P11), Upward (P16), Vantage, Vehement (P25), Venom (P27), Verve (P28) a osm nepojmenovaných, které měly být postaveny v Newcastle upon Tyne.
Jednotky třídy V:
| Jméno           | Loděnice                   | Založení kýlu | Spuštění na vodu   | Přijetí do služby | Status |
| --------------- | -------------------------- | ------------- | ------------------ | ----------------- | --- |
| Vampire (P72)   | Vickers-Armstrongs, Barrow | listopad 1942 | 20. července 1943  | listopad 1943     | Prodána do šrotu 1950. |
| Veldt (P71)     | Vickers-Armstrongs, Barrow | listopad 1942 | 19. července 1943  | listopad 1943     | Po dokončení ji získalo Řecko jako Pipinos (Y8). Vyřazena 1957. Prodána do šrotu 1958.                                                     |
| Venturer (P68)  | Vickers-Armstrongs, Barrow | srpen 1942    | 4. května 1943     | srpen 1943        | Roku 1946 ji získalo Norsko jako Utstein.                                                                                                  |
| Vigorous (P74)  | Vickers-Armstrongs, Barrow | prosinec 1942 | 15. října 1943     | leden 1944        | Prodána do šrotu 1949. |
| Viking (P69)    | Vickers-Armstrongs, Barrow | září 1942     | 5, května 1943     | srpen 1943        | Roku 1946 ji získalo Norsko jako Utvær. |
| Virtue (P75)    | Vickers-Armstrongs, Barrow | únor 1943     | 29. listopadu 1943 | únor 1944         | Prodána do šrotu 1946. |
| Visigoth (P76)  | Vickers-Armstrongs, Barrow | únor 1943     | 30. listopadu 1943 | březen 1944       | Prodána do šrotu 1950. |
| Vox (P73)       | Vickers-Armstrongs, Barrow | prosinc 1942  | 28. září 1943      | prosinec 1943     | Prodána do šrotu 1946. |
| Upshot (P82)    | Vickers-Armstrongs, Barrow | květen 1943   | 24. února 1944     | květen 1944       | Prodána do šrotu 1949. |
| Urtica (P83)    | Vickers-Armstrongs, Barrow | duben 1943    | 23. března 1944    | červen 1944       | Prodána do šrotu 1950. |
| Vagabond (P18)  | Vickers-Armstrongs, Barrow | duben 1943    | 19. září 1944      | únor 1945         | Prodána do šrotu 1950. |
| Variance (P85)  | Vickers-Armstrongs, Barrow | květen 1943   | 22. května 1944    | srpen 1944        | Po dokončení ji získalo Norsko jako Utsira.                                                                                                |
| Varne (P81)     | Vickers-Armstrongs, Barrow | listopad 1942 | 24. února 1944     | červenec 1944     | Prodána do šrotu 1958. |
| Vengeful (P86)  | Vickers-Armstrongs, Barrow | 1943          | 20. července 1944  | říjen 1944        | Roku 1945 ji získalo Řecko jako Delfin (Y9). Vyřazena 1957.Prodána do šrotu 1958.                                                          |
| Vineyard (P84)  | Vickers-Armstrongs, Barrow | 1943          | 8. května 1944     | srpen 1944        | Po dokončení ji získala Francie jako Doris (P84). Vyřazena 1946. Prodána do šrotu 1950.                                                    |
| Virulent (P95)  | Vickers-Armstrongs, Tyne   | březen 1943   | 23. května 1944    | říjen 1944        | V letech 1946–1958 ji provozovalo Řecko jako Argonaftis. Prodána do šrotu 1961.                                                            |
| Vivid (P77)     | Vickers-Armstrongs, Tyne   | říjen 1942    | 15. září 1943      | leden 1944        | Prodána do šrotu 1950. |
| Volatile (P96)  | Vickers-Armstrongs, Tyne   | březen 1943   | 20. června 1944    | listopad 1944     | V letech 1946–1958 ji provozovalo Řecko jako Triaina. Prodána do šrotu 1958.                                                               |
| Voracious (P78) | Vickers-Armstrongs, Tyne   | říjen 1942    | 11. listopadu 1943 | duben 1944        | Prodána do šrotu 1946. |
| Vortex (P87)    | Vickers-Armstrongs, Tyne   | 1943          | 19. srpna 1944     | listopad 1944     | Po dokončení ji získala Francie jako Morse (P87). Vyřazena 1946. V letech 1947–1958 provozována Dánskem jako Sælen. Prodána do šrotu 1958. |
| Votary (P29)    | Vickers-Armstrongs, Tyne   | duben 1943    | 21. srpna 1944     | prosinec 1944     | Roku 1946 ji získalo Norsko jako Uthaug.                                                                                                   |
| Vulpine (P79)   | Vickers-Armstrongs, Tyne   | listopad 1942 | 28. prosince 1943  | červen 1944       | V letech 1947–1958 provozována Dánskem jako Støren. Prodána do šrotu 1959.                                                                 |

## Konstrukce

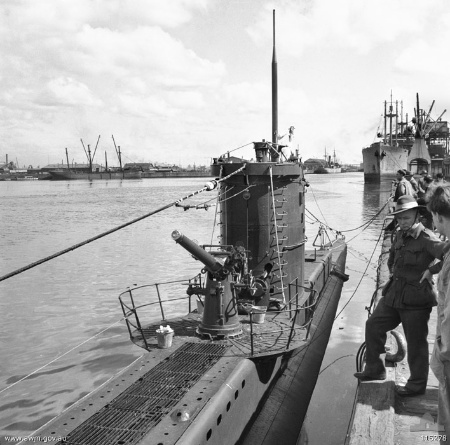
HMS Voracious

Výzbroj tvořil jeden 75mm kanón a čtyři příďové 533mm torpédomety. Zásoba torpéd činila osm kusů. Pohonný systém tvořily dva diesely Paxman o výkonu 615 hp a dva elektromotory o výkonu 825 hp, pohánějící dva lodní šrouby. Nejvyšší rychlost dosahovala 11,25 uzlu na hladině a 10 uzlů pod hladinou. Dosah byl 4700 námořních mil při plavbě na hladině rychlostí 10 uzlů a 30 námořních mil při plavbě pod hladinou rychlostí 9 uzlů. Operační hloubka ponoru byla 90 metrů (300 stop).

## Operační služba

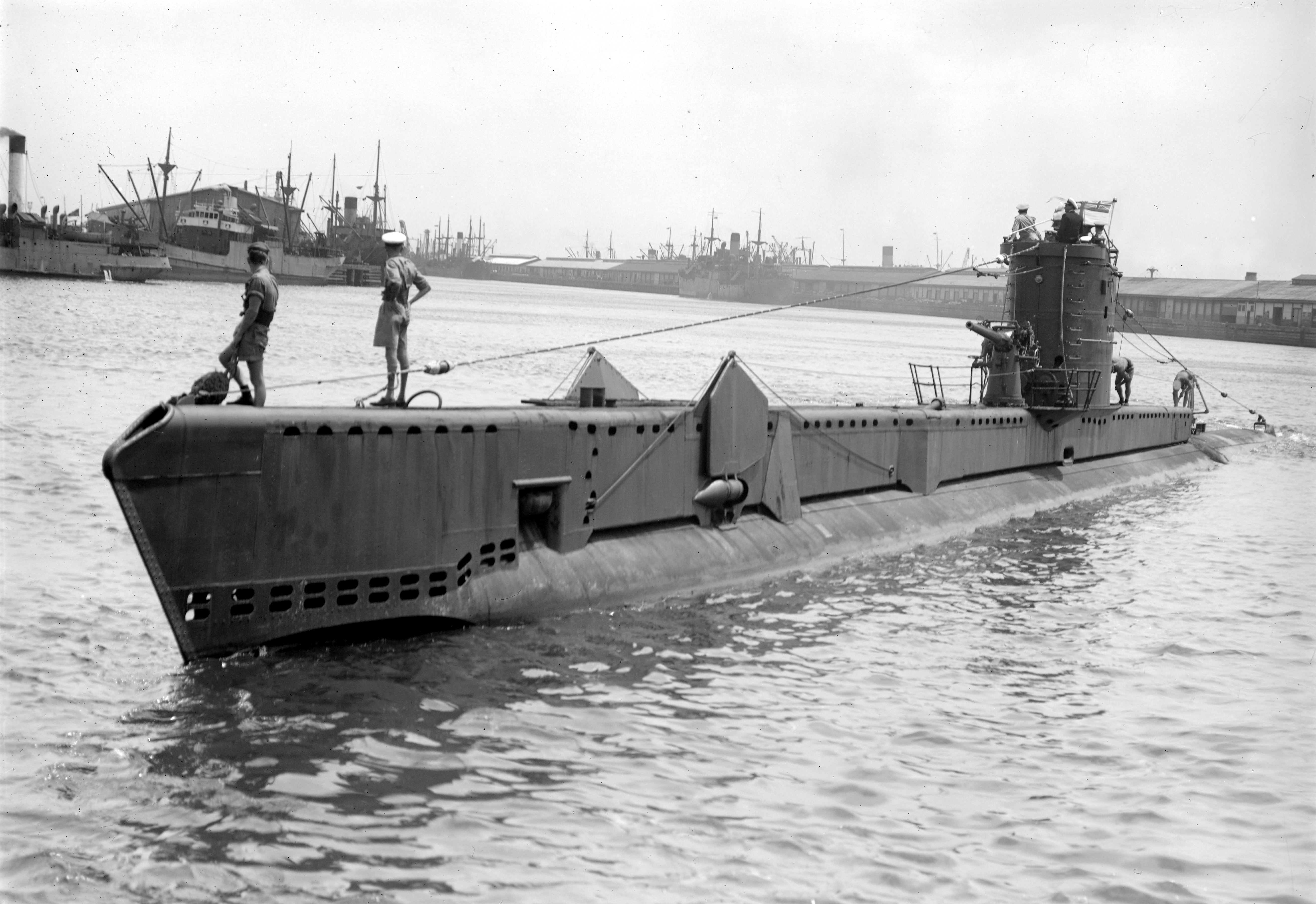
HMS Voracious

Třída byla nasazena ve druhé světové válce. Žádná ponorka nebyla v bojích ztracena.

## Zahraniční uživatelé
Dánsko
- Dánské královské námořnictvo – v letech 1947–1958 provozovalo ponorky Sælen (ex Morse, ex Vortex) a Støren (ex Vulpine).

 Francie
- Francouzské námořnictvo – v letech 1944–1946 provozovalo ponorky Doris (ex Vineyard) a Morse (ex Vortex).

 Norsko
- Norské královské námořnictvo – roku 1944 získalo ponorku Utsira (ex Variance) a roku 1946 ještě ponorky Utstein (ex Venturer), Utvær (ex Viking) a Uthaug (ex Votary).

 Řecko
- Řecké námořnictvo – roku 1943 získalo ponorku Pipinos (ex Veidt), roku 1945 Delfin (ex Vengeful) a roku 1946 ponorky Argonaftis (ex Virulent) a Triaina (ex Volatile). Vyřazeny do roku 1958.